# 鶴田真由
鶴田 真由（つるた まゆ、1970年4月25日 - ）は、日本の女優。本名：中山 真由（なかやま まゆ）。旧姓・鶴田。株式会社オフィスマイティー（東京都港区）所属。

## 来歴
神奈川県鎌倉市生まれ。湘南学園小学校、成城学園中学校高等学校を経て、成城大学文芸学部を卒業。当時の講師に千足伸行がいた。
初めて芸能界と係わったのは高校生の頃で、広告代理店に勤務していた従兄の紹介でテレビコマーシャルの端役を務めた。
1988年（昭和63年）『あぶない少年II』（テレビ東京）で女優デビューし、以後数々のテレビドラマや映画に出演する。1992年（平成4年）日本石油のCM「日石レーサー100」で注目を集め、トレンディー女優としても注目される。1996年（平成8年）『きけ、わだつみの声 Last Friends』で日本アカデミー賞優秀助演女優賞を受賞。
2001年（平成13年）12月、芸術家の中山ダイスケと結婚。中山とは2000年（平成12年）、鶴田がニューヨークで長期休暇を過ごしている際に現地で知り合い、その直後に交際が始まったという。結婚後、鶴田は中山とともに一時ニューヨークに居住したが、2003年（平成15年）に帰国している。

## 人物
番組の取材などでアフリカを訪れたことが契機となり、2008年（平成20年）2月、第4回アフリカ開発会議（TICAD）親善大使の委嘱を受けた。関連して、同年3月から4月にかけてケニアおよびスーダン南部を訪問、視察した。2010年からは出身地である鎌倉市の観光大使も務めている。
戊辰戦争に参戦し、切腹した桑名藩士の森常吉は母方の5世代前の先祖に当たる。
過去には男性層からの人気も高く、常に「結婚したい女性（女優）」の上位にランクインしていた。
テレビドラマ『帰ってきた時効警察』（テレビ朝日）で五つ子役として一人5役を演じたことがある。
元TBSアナウンサーの雨宮塔子とは成城大学の同学部・同級生で親交が深い。

## 出演

### テレビドラマ
- あぶない少年II（1988年、テレビ東京）
- 熱っぽいの!（1989年、フジテレビ）
- 教師びんびん物語II（1989年、フジテレビ） - 上杉久美子 役
- ホテル物語・夏!（1989年、TBS）
- いけない女子高物語（1990年、日本テレビ）
- 泥棒に手を出すな! 第1話「愛する妻は女刑事」（1990年、テレビ東京）
- 世にも奇妙な物語（フジテレビ）
  - 「切腹都市」（1991年）
  - 「ネチラタ事件」（1992年） - 見城聡子 役
  - 「黄色が恐い」（1998年） - 高梨江美 役
- ADブギ 第1話（1991年、TBS）
- さすらい刑事旅情編IV 第17話「東京駅・消えた凶器・証言を拒んだ女」（1992年、テレビ朝日・東映）
- 悪女（1992年、よみうりテレビ） - 佐々木チエ 役
- 誰かが彼女を愛してる（1992年、フジテレビ） - 結城奈美 役
- ジェラシー（1993年、日本テレビ） - 吉岡夏乃 役
- お茶の間（1993年、よみうりテレビ）
- じゃじゃ馬ならし（1993年、フジテレビ） - 杉村亮子 役
- 瞳に星な女たち（1993年、日本テレビ）
- 家族ネットワーク（1994年、テレビ朝日）
- 愛と疑惑のサスペンス「2度目のウェディング・ベル」（1994年、関西テレビ）
- 八丁堀捕物ばなし第1シリーズ 最終回「花晴れ着」（1994年、フジテレビ）
- 大河ドラマ（NHK総合）
  - 『花の乱』（1994年4月） - 大館佐子 役
  - 『徳川慶喜』（1998年） - 徳信院直子 役
  - 『篤姫』（2008年） - お志賀 役
- 龍は眠る（1994年、フジテレビ）
- 17才-at seventeen-（1994年、フジテレビ）
- 顔に降りかかる雨（1994年5月、フジテレビ） - 村野ミロ 役
- 妹よ（1994年、フジテレビ） - 高木瞳 役
- 正義は勝つ（1995年、フジテレビ） - 姫野京子 役
- 豊臣秀吉 天下を獲る!（1995年、テレビ東京） - 茶々 役
- 君と出逢ってから（1996年、TBS） - 神谷沙知子 役
- 竜馬がゆく（1997年、TBS） - お田鶴 役
- 風光る剣 -八嶽党秘聞-（1997年、NHK正月時代劇） - 津留 役
- 僕が僕であるために（1997年1月、フジテレビ） - 津田夏美 役
- 総理と呼ばないで（1997年4月、フジテレビ） - メイド 役
- お仕事です!（1998年4月、フジテレビ） - 主演・太田夏子 役
- グッドニュース（1999年4月、TBS） - 黒沢明子 役
- チープラブ（1999年10月、TBS） - 琴塚（柳瀬）七海 役
- つぐみへ…〜小さな命を忘れない〜（2000年7月、テレビ朝日） - 主演・丘咲優美 役
- 菜の花の沖（2000年12月、NHK BShi） - おふさ 役
- 宮本武蔵（2001年1月、テレビ東京） - お通 役
- 松本清張没後10年記念 張込み（2002年3月、テレビ朝日） - 横川さだ子 役
- サトラレ（2002年7月、テレビ朝日） - 主演・星野法子 役
- ゆうれい、貸します〜お染・恋の七変化〜（2003年6月、NHK総合） - お染 役
- ドラマW『交渉人』（2003年8月、WOWOW）
- 恋する京都（2004年1月、NHK総合） - 主演・沢井志乃 役
- いくつかの夜（2005年10月15日、TBS）
- 氷壁（2006年、NHK総合） - 八代美那子 役
- バカラ 疑惑のIT株長者に賭けた女（2006年、日本テレビ）
- 帰ってきた時効警察 第5話（2007年、テレビ朝日）
- 結婚詐欺師（2007年11月、WOWOW） - 江本美和子 役
- 24時間あたためますか?〜疾風怒涛コンビニ伝〜 第3章「恋するコンビニ」（2008年3月、日本テレビ） - 店長、DJ TAKADAの妻 役
- プリズナー（2008年11月 - 12月、WOWOW） - 西山亜希 役
- ヴォイス〜命なき者の声〜（2009年1月、フジテレビ） - 佐野忍 役
- サムスンスペシャル『伝えたい!僕らの夢 聴導犬が教えてくれたチカラ〜あすなろ学校の物語〜』（2009年7月20日、TBS） - 栗山貴子 役
- 笑顔〜15年目の嘘〜（2009年12月7日、TBS） - 小谷野はな 役
- 第三のミス〜まず石を投げよ〜（2009年12月13日、WOWOW）
- ねこタクシー（2010年1月 - 3月、東名阪ネット6） - 間瀬垣真亜子 役
- ハンチョウ〜神南署安積班〜 シリーズ2 第9-10話（2010年3月8日・15日、TBS） - 深町美鈴 役
- 深追い（2011年3月20日、WOWOW） - 高田明子 役
- マルモのおきて（2011年6月 - 7月、フジテレビ） - 青木あゆみ 役
  - マルモのおきてスペシャル（2011年10月9日）
- デカ 黒川鈴木（2012年1月‐3月、読売テレビ） - 黒川静江 役
- 御鑓拝借〜酔いどれ小籐次留書〜（2013年1月1日、NHK総合） - おこう 役
- 酔いどれ小籐次（2013年6月 - 9月、NHK BSP） - おこう 役
- 名古屋行き最終列車 第4話（2014年1月30日、名古屋テレビ） - 加世子 役
- マザーズ（2014年10月18日、中京テレビ） - 岡村みどり 役（特別出演）
- 株価暴落（2014年10月19日 - 11月26日、WOWOW） - 田丸直美 役
- 翳りゆく夏 第4話・第5話（2015年2月8日・15日、WOWOW） - 武藤香織 役
- スペシャリスト 第3話（2016年1月28日、テレビ朝日） - 丹羽奈津美 役
- 相棒（テレビ朝日） - 倉田映子 役[8]
  - season15 第8話「100％の女」（2016年11月30日）
  - season17 第15話「99％の女」（2019年2月13日）
- 犯罪症候群 Season1（2017年4月 - 5月、東海テレビ） - 武藤雅恵 役
- 緊急取調室 SECOND SEASON 第6話「騙された女」（2017年5月25日、テレビ朝日） - 茂手木恭子 役
- 孤独のグルメ Season7 特別編（2018年12月31日、テレビ東京） - 鈴川江梨子 役[9]
- 日本ボロ宿紀行（2019年2月2日 - 4月13日、テレビ東京） - 森田明美 役
- 科捜研の女 Season19 第6話・第33話（2019年5月23日・2020年3月12日、テレビ朝日） - 森聡美 役
- 山女日記3（2021年10月17日 - 11月21日、NHK BSP） - 第5回・最終回
- 個人差あります（2022年8月6日 - 9月24日、東海テレビ・フジテレビ系） - 菊原順子 役
- 連続テレビ小説 らんまん（2023年6月5日 - 、NHK総合） - 大畑イチ 役[10]
- 自転しながら公転する（2023年12月14日・21日・28日、読売テレビ・日本テレビ） - 与野桃枝 役[11]
- 誰かがこの町で（2024年12月8日 - 29日、WOWOW） - 岩田喜久子 役[12]
- あなたを奪ったその日から（2025年4月21日 - 6月30日、関西テレビ・フジテレビ） - 木戸江身子 役[13][14]
- 能面検事 第6話 - 最終話（2025年8月15日 - 29日〈予定〉、テレビ東京） - 内海圭以子 役[15]

### インターネットドラマ
- ラスト・ハネムーン（2014年8月、フジテレビ+） - 伊坂久美子 役
- 社畜OLちえ丸（2023年2月10日 - 、Hulu） - 築丸久美子 役[16]

### 映画
- あゝ野麦峠（1979年、東宝） ※子役時代
- 就職戦線異状なし（1991年、東宝） - 田中真由美 役
- 病は気から 病院へ行こう2（1992年、東映） - 乾みさ 役
- 卒業旅行 ニホンから来ました（1993年、東宝） - 相良令子 役
- きけ、わだつみの声 Last Friends（1995年、東映） - 津坂映子 役
- 梟の城（1998年、東宝 / 表現社） - 小萩 役
- ミスター・ルーキー（2002年3月、東宝） - 大原優子 役
- 半落ち（2004年1月、東映） - 中尾洋子 役
- CASSHERN（2004年4月、松竹） - ブライキング・ボスの妻 役
- カーテンコール（2005年、コムストック） - 安美里 役
- 恋する彼女、西へ。（2008年、シナジー） - 主演・杉本響子 役
- GOEMON（2009年、松竹 / ワーナー） - 小平太の母 役
- 沈まぬ太陽（2009年、角川映画 / 東宝） - 布施晴美 役
- ねこタクシー(2010年） - 間瀬垣 真亜子 役
- カルテット!（2011年） - 永江ひろみ 役
- ほとりの朔子（2013年東京国際映画祭コンペティション部門上映 2014年1月18日一般公開） - 海希江 役
- 家族ごっこ「佐藤家の通夜」（2015年8月1日） - マユミ 役
- 64 -ロクヨン-（2016年、東宝） - 村串みずき 役
- ゆらり（2017年） - 高崎美和 役
- 海を駆ける（2018年5月26日公開、日活＝東京テアトル） - 貴子 役
- DESTINY 鎌倉ものがたり（2017年） - 一色絵美子 役
- こはく（2019年） - 小杉晃子 役
- ノイズ（2022年1月28日、ワーナー・ブラザーズ映画） - 守屋仁美 役[17]
- やがて海へと届く（2022年4月1日、ビターズ・エンド） - 卯木志都香 役[18]
- 夜が明けたら、いちばんに君に会いにいく（2023年9月1日、アスミック・エース） - 丹羽恵子 役[19]
- かぞく（2023年11月3日、アニプレックス）[20]

### 舞台
- 真情あふるる軽薄さ2001（2001年1月、シアターコクーン）
- STUDIOコクーン・プロジェクト Vol.5『障子の国のティンカー・ベル』（2002年11月、ベニサン・ピット）

### 吹き替え
- シャーロットのおくりもの（2006年） - クモのシャーロット 役

### ドキュメンタリー
- 家族の時間（2006年〜2010年3月、テレビ東京） - ナレーション
- 女たちの中国 〜13億のチカラ…美と権力と涙の物語〜（2008年2月11日、日本テレビ） - リポーター[21]
- ハイビジョンふるさと発「わたしには夢がある 〜日系ブラジル人 若者たちの格闘〜」（2008年11月17日、NHK BShi） - ナレーション
- ハイビジョン特集 京都 茶の湯大百科（2008年11月23日、NHK BShi） - ナレーション
- 鶴田真由 南米パタゴニア大紀行〜さいはての風が地球を救う〜（2008年12月21日、RKB） - リポーター
- 宝物を守り伝える〜正倉院1300年の英知〜（2009年1月1日、NHK総合） - ナレーション
- 世界一番紀行 世界で一番北の航路 ～ノルウェー・沿岸急行船～（2009年4月15日、NHK BShi） - 旅人
- 善光寺御開帳スペシャル〜おらが善光寺へようこそ（2009年4月19日、長野朝日放送） - リポーター
- BSアートへの招待（2010年4月 - 2011年3月、NHK BS・BShi） - ナビゲーター
- アジアンスマイル（2010年9月14日、NHK BS1） - ナレーション
- RICOH presents アファンの森の物語 〜 2010夏（2010年9月18日、BS朝日）
- 炎の神が踊る夜 〜京都・白洲正子が愛した火祭り〜（2010年9月23日、NHK総合） - 旅人・ナレーション
- BSプレミアム 黄金の扉（2011年4月 - 、NHK BSP） - ナビゲーター
- まるごと知りたい!AtoZ「癒やしのハワイAtoZ」（2013年1月1日、NHK BSP）
- 太平洋の楽園をゆく 鶴田真由 ミクロネシア 魅惑の島めぐり（2013年12月14日（前編）・12月21日（後編）、NHK BSP） - ナビゲーター
- IBC岩手放送開局60周年記念特別番組「イーハトヴの渚から」（2014年1月18日、IBC岩手放送制作、JNN系列） - ナビゲーター
- ザ・プレミアム 鶴田真由のミャンマーふしぎ体感紀行（2014年12月、NHK BSP） - ナビゲーター[22]
- 第25回JNN共同制作番組 地球の鼓動 火山（2015年2月11日、宮崎放送制作、JNN系列） - ナビゲーター
- バチカン図書館の扉（2015年4月7日 - 9月29日、テレビ東京） - ナレーター
- ザ・プレミアム 鶴田真由のキューバふしぎ体感紀行（2015年9月19日（前編）・9月26日（後編）、NHK BSP） - ナビゲーター

### 教育番組
- 趣味Do楽「パティシエ青木定治とつくる あこがれのパリ菓子」第1回・第2回（2012年12月3日・12月10日、NHKEテレ） - 生徒役
- 歴史秘話ヒストリア第183回「女王・卑弥呼はどこから来た? 〜最新研究から読み解く二つの都の物語〜」（2014年6月4日、NHK総合） - ナビゲーター

### ラジオ
- フロンティアーズ〜明日への挑戦（2009年7月4日-2015年3月28日、TOKYO FM）
- FMシアター （NHK-FM）
  - 想い出あずかります（2011年11月26日） - 想い出質屋 店長 役[23]
  - 異人たちとの夏（前・後編）（2017年7月22日・29日、NHK-FM） - 藤野桂 役[24]
  - 上越新幹線にて（2019年1月26日） - 由香里 役[25]
- 特集オーディオドラマ　きみに微笑む、クリスマス（2021年12月25日、NHK-FM） - AI相談員 役[26]

### CM
- 資生堂「キューティクルコート」（1987年頃）
- パナソニック「テレビデオ」「2SHOT」（1990年）
- 日本石油（現・ENEOS） ハイオクガソリン「レーサー100」（1992年）※ 大沢たかおと共演
- 花王「ステーシア パサつき防止シャンプー」（1993年）
- 関西セルラー（1994年）
- カルビーポテトチップス（1993年）
- 伊藤園「お〜いお茶」（1994年）
- タケダ「ハイシーL」（1994年）
- INAX（1994年）
- 角川書店「ザテレビジョン」（1995年）
- キリンビール（1995年 - 1996年）
- 東京都知事選挙 投票PRキャラクター（1995年）
- 日本債券信用銀行
- 日本航空
- JRA（1996年 - 1997年）
- カネボウ「T'ESTIMO（テスティモ）」
- 日産自動車「パルサー N15型」（1995年 - 1997年）※ 野村宏伸と共演
- 片岡物産「トワイニング」（2000年）
- JR西日本「三都物語」、「5489」電話サービス、2004年夏の列車 等
- 日清製粉「マ・マー」
- 東芝 エアコン「大清快」
- 資源エネルギー庁 夏季の節電キャンペーン（2003年）
- カゴメ「野菜生活100」
- フジッコ
- オリックス生命保険「ダイレクト定期保険」
- トヨタ自動車「ビスタ」「ヤリス」 (2020年）※ 原田知世､ ローラ・ダーン､ 菅野美穂、エミリー・ブラントらと共演
- イオン化粧品
- ACジャパン 支援キャンペーン「hopeを消さないで」ナレーション（2009年）

### PV
- ココロソマリ／水瀬いのり（2020年）

## 受賞歴
1994年
- 第3回ザテレビジョンドラマアカデミー賞 助演女優賞（『妹よ』）[27]

1996年
- 第19回日本アカデミー賞 優秀助演女優賞（『きけ、わだつみの声 Last Friends』）[28]

## 著書
- 『インシャラ』(メタローグ、2002年2月28日発行) ISBN 4-8398-2028-7
- 『ニッポン西遊記 古事記編』(幻冬舎、2013年9月12日発行) ISBN 978-4-34-402448-9